# Capitale du Vietnam
La capitale du Viêt Nam est depuis 1980 Hanoï, mais cela n'a pas toujours été le cas.

## Avant 1980
Durant la dynastie Trần postérieure : Đông Kinh, future Hanoï
Durant la dynastie Lê : Đông Kinh, future Hanoï
Durant la dynastie Tây Sơn :
- Quy Nhơn de 1778 à 1788,
- Phú Xuân, future Hué, de 1788–1801,
- Thăng Long, future Hanoï, de 1801 à 1802,
- Hué (en vietnamien : Huế, /hwě/ Écouterⓘ), ancienne capitale impériale du Viêt Nam durant la dynastie Nguyễn (1802-1945). Elle est située au centre du pays, juste au sud du fameux 17e parallèle, non loin de la mer. La rivière des Parfums[1](Sông Hương) la traverse et sépare la vieille ville au nord de la cité moderne au sud.

## République socialiste du Viêt Nam (depuis 1976): constitutions de 1980 et 1992
La constitution du 18 décembre 1980 de la république socialiste du Viêt Nam affirme dans son article 145 que « [l]a capitale de la république socialiste du Viêt Nam est Hanoï ». La constitution du 15 avril 1992 emploie la même phrase dans son article 144. Cet article demeure inchangé après les révisions constitutionnelles de 2001.

## Littérature
- (en) William Stewart Logan, Hanoi : Biography of a City, Seattle, WA, University of Washington Press, 2000, 304 p. (ISBN 0-86840-443-8, lire en ligne)